# Vaso de Flores
Vaso de Flores é um quadro do modernista Alberto da Veiga Guignard. A tela foi pintada em 1933, sendo apresentada no 1° Salão Paulista de Belas Artes, em 1934.
A obra, que já pertenceu a Mário de Andrade e fez parte do acervo do Instituto de Estudos Brasileiros da Universidade de São Paulo, em agosto de 2015 foi arrematado por R$ 5,7 milhões, tornando-se até então, a obra de arte mais valiosa de um brasileiro já vendida em um leilão.